# Jan Porcellis

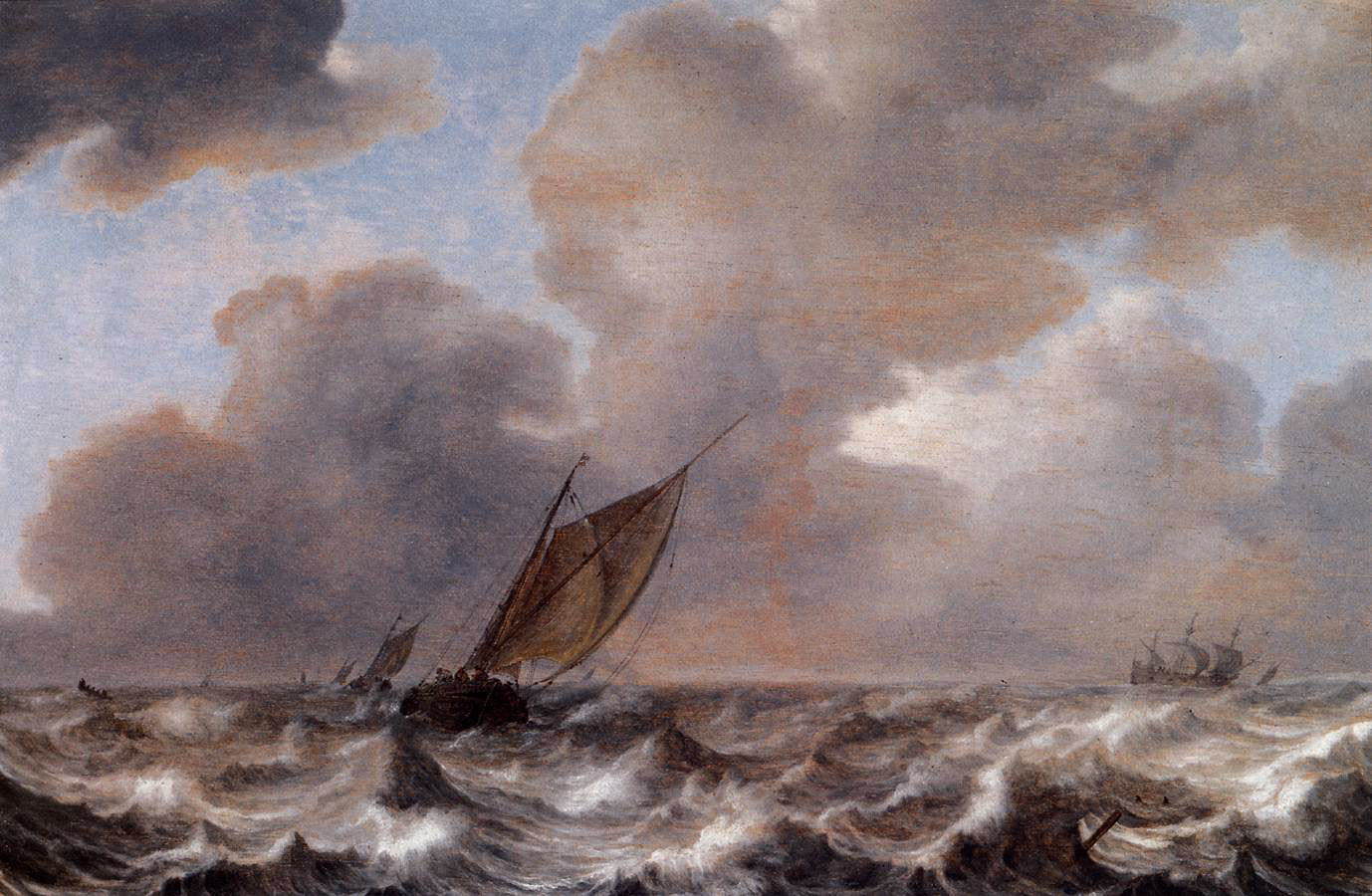
Fartyg i stark blåst, 1630

Fartyg i storm vid klippig kust av Jan Porcellis. Olja på duk, 1614- 1618, Hallwylska museet.

Jan Porcellis, född före 1584 i Gent, död 1632 i Zoeterwoude, var en nederländsk konstnär. Han var far till Julius Porcellis.
Porcellis var verksam omkring 1600 i Rotterdam, 1615 i Antwerpen, där han 1617, därefter i London, Haarlem, Amsterdam och Zoeterwoude. Han målade främst marinmålningar. Porcellis verkade såväl som målare, tecknare och etsare. Porcellis är representerad vid bland annat Göteborgs konstmuseum.